# Isaac Feyerabend
Isaac Feyerabend (* 1654 in Elbing; † 1724 ebenda) war Bürgermeister von Elbing von 1703 bis 1724.

## Leben
Feyerabends Eltern waren der Senior der Elbinger Geistlichkeit und Pfarrer an der dortigen St.-Marien-Kirche, Christoph Feyerabend  (1609–1671) und dessen zweite Ehefrau Elisabeth, geb. Pfeiler.
Feyerabend trat am 7. Oktober 1660 im Alter von sechs Jahren in die Septima des akademischen Gymnasiums Elbing ein, besuchte ab März 1673 das Gymnasium Danzig und studierte vom 23. Juli 1679 an Jura an der Universität Groningen.
Nach seiner Rückkehr nach Elbing diente er zunächst als Amtsschreiber bzw. Stadtsekretär („Notarius Offici“) und ließ sich 1684 als Mälzenbrauer nieder.
Nach seiner Wahl zum Ratsherren (bzw. zum „Raths-Verwandten“ und „Consul“) trat er dieses Amt am 22. März 1689 an und wurde 1692 und 1694 wieder in den Rat gewählt. Daneben hatte Feyerabend eine Vielzahl von städtischen Ämtern und Ehrenämtern inne (1690 Richter, 1692–94 Mühlherr, 1695 und 1696 Wettherr, 1696–98 Landrichter, 1699–1701 Außenkämmerer bzw. „Vize-Kämmerer“ und „Censor“ sowie Vizepräsident und schließlich Ratspräsident).
Am 19. März 1703 erfolgte seine Wahl zum Bürgermeister; darüber hinaus wurde Feyerabend sieben Mal mit dem Amt eines königlichen Burggrafen geehrt und 1719 zum Protoscholarchen ernannt. Der Elbinger Chronist Gottfried Gotsch bezeichnete Feyerabend später als den „größten Staatsmann Elbings“.
Feyerabend spendete größere Teile seines Vermögens seiner Heimatstadt, so 1713 nach dem Abzug der russischen Truppen für die Bibliothek des Gymnasiums und 1716 für den Erhalt der evangelischen Hauptkirche, und wurde hierfür mit seinem Familienwappen in dessen berühmtem Glasfenster verewigt.
Feyerabend war mit Dorothea Langkagel (1664–1726) verheiratet und hatte mit dieser fünf Kinder, darunter den späteren Ratsherrn Johann Isaac Feyerabend (1696–1745).